# Littérature bissaoguinéenne

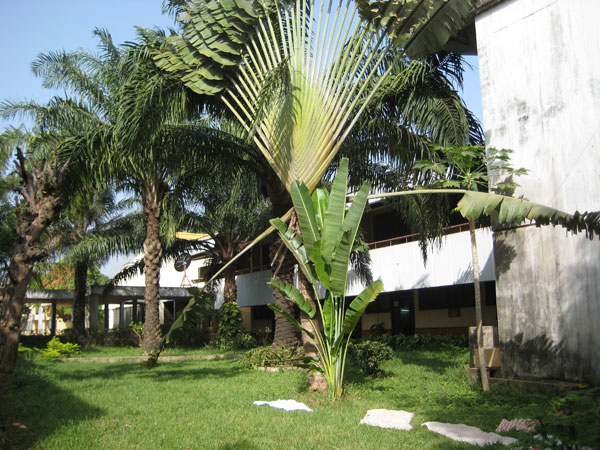
Bâtiment de l'INEP abritant la Bibliothèque nationale de Guinée-Bissau.

La littérature bissaoguinéenne est une littérature africaine, principalement de langue portugaise, qui s'est développée surtout après la Seconde Guerre mondiale dans ce pays d'Afrique de l'Ouest comptant moins de deux millions d'habitants.

## Contexte
Colonie d'exploitation et non de peuplement, la Guinée-Bissau a bénéficié de conditions socioculturelles moins favorables à l'émergence d'une littérature que d'autres PALOP, notamment en matière d'accès à l'éducation. Par exemple, alors que Praia, capitale du Cap-Vert, est doté d'un lycée dès 1860, la Guinée n'a pas d'établissement d'enseignement secondaire avant 1958. Malgré la mise en place d'objectifs officiels d'« éradication de l'analphabétisme », le taux d'alphabétisation des personnes de 15 ans et plus ne dépassait pas 59,9 % en 2015. La bibliothèque de l'INEP (Instituto nacional de estudos e pesquisa), qui tient lieu à la fois de bibliothèque publique, de bibliothèque nationale et de bibliothèque universitaire, a été fortement endommagée lors du conflit politico-militaire de 1998. En 2019, il n'y a qu'une seule librairie dans toute la Guinée-Bissau.
Les poètes et romanciers du pays, groupés en association, ne peuvent que déplorer les difficultés auxquelles ils sont confrontés pour écrire et être lus.

## Histoire
On peut distinguer quatre phases :

### Avant 1945
Cette période est fortement marquée par l'empreinte coloniale. Les auteurs ont généralement vécu dans la Guinée portugaise, mais beaucoup sont originaires du Cap-Vert, tel Fausto Duarte (en) (1903-1953). La plupart de ces œuvres présentent un caractère historique, elles sont souvent teintées de paternalisme. 

Le chanoine Marcelino Marques de Barros (1844-1929) est considéré comme le premier auteur autochtone. Collecteur de contes et de chansons, il laisse aussi plusieurs travaux à caractère ethnographique.

### Entre 1945 et 1970

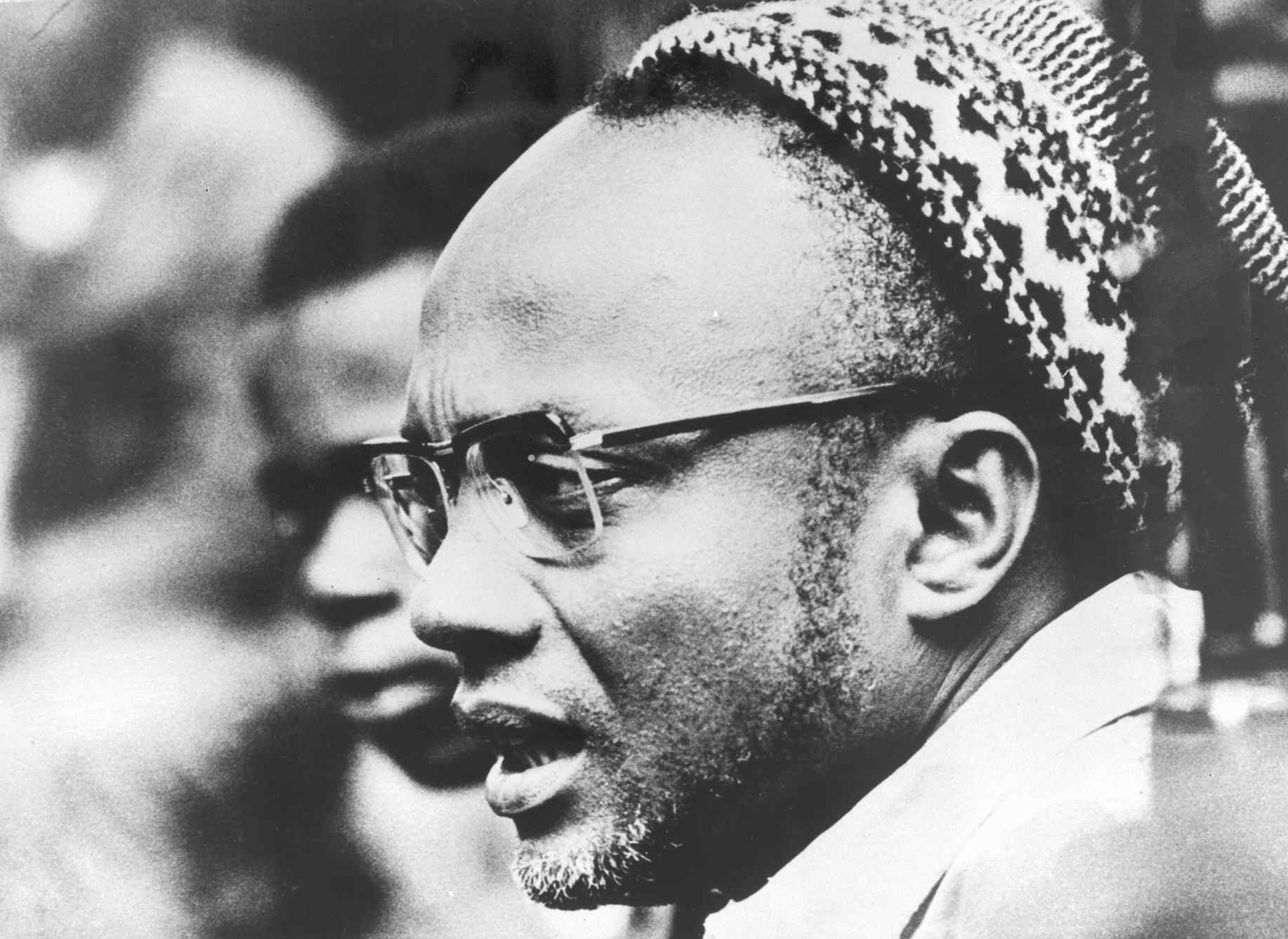
Amílcar Cabral en 1964.

La littérature de cette période se caractérise par l'émergence d'une poésie de combat qui dénonce la domination, la misère et la souffrance, incitant à la  lutte pour la libération.
Les premiers poètes guinéens sont Vasco Cabral (1926-2005), auteur d'une œuvre vaste et diversifiée, et António Baticã Ferreira (en) (1939-), en outre médecin et militant politique.
 Le militant indépendantiste Amílcar Cabral, né à Bafatá, en Guinée portugaise d'une mère guinéenne et d'un père capverdien, fait également partie de cette génération d'écrivains nationalistes, quoique porteur d'une vision universaliste.

### Des années 1970 à la fin des années 1980
Une nouvelle génération de jeunes poètes combatifs émerge, dont Agnelo Regalla (1952-), Tony Tcheka (pt) (1951-), José Carlos Schwarz, Hélder Proença, tué en 2009. Ils dénoncent le colonialisme, l'esclavage et la répression, s'adressant également à l'individu, conscient de son décalage culturel à l'égard d'une société dominante. Ils s'affirment comme citoyens africains, à la recherche des racines dont ils ont été privés par la colonisation. 

Leur consécration arrive avec la publication de deux anthologies, Mantenhas para quem luta (1977) et Antologia dos novos poetas. Primeiros momentos da construção (1978). Une nouvelle collection poétique paraît en 1990, Antologia Poética da Guiné-Bissau.

### Depuis les années 1990
Le désenchantement qui accompagne les années post-indépendance conduit les auteurs à une poésie plus personnelle, plus intimiste, qui laisse davantage de place au sentiment amoureux. 
En parallèle l'usage du créole devient plus fréquent, en poésie, dans la bande dessinée et particulièrement en musique. Odete Semedo, femme de lettres et femme politique, se réclame de la double culture, portugaise et créole.
Cependant la prose ne fait véritablement son apparition qu'en 1993, avec le recueil de contes de Domingas Sami, A escola, qui aborde plusieurs facettes de la vie des femmes dans son pays. Les premiers romans, dont l'un est traduit en français, sont dus à Abdulai Silá (en). Mistida, publié en 1997, soit un an avant la guerre civile, est considéré comme prophétique.
Dans la foulée plusieurs auteurs publient leur première œuvre de fiction. C'est le cas du sociologue Carlos Lopes, déjà l'auteur de nombreux essais, qui aborde la littérature avec Corte Geral (1997), un recueil de chroniques non dépourvu d'humour, de Filinto de Barros avec son roman Kikia Matcho (1998) ou Filomena Embaló, la première femme romancière, avec Tiara (1999). L'année suivante, le futur ambassadeur Carlos Edmilson Marques Vieira publie Contos de N'Nori (2000).